# 大花赤楠
大花赤楠（学名：Syzygium tripinnatum）为桃金孃科蒲桃属下的一个种。

## 扩展阅读
- 維基物種上的相關：大花赤楠